# Aucula tricuspis
Aucula tricuspis är en fjärilsart som beskrevs av Hans Zerny 1916. Aucula tricuspis ingår i släktet Aucula och familjen nattflyn. Inga underarter finns listade i Catalogue of Life.